# José Vilaplana Blasco
José Vilaplana Blasco (Benimarfull, Espanha, 5 de dezembro de 1944) é um clérigo espanhol e bispo católico romano emérito de Huelva.
José Vilaplana Blasco recebeu o sacramento da ordenação para a Arquidiocese de Valência em 25 de maio de 1972.
Em 20 de novembro de 1984, o Papa João Paulo II nomeou-o bispo titular de Bladia e nomeou-o bispo auxiliar em Valência. O Arcebispo de Valência, Miguel Roca Cabanellas, ordenou-o bispo em 27 de dezembro do mesmo ano; Os co-consagradores foram o Arcebispo de Oviedo, Gabino Díaz Merchán, e o Bispo de Huelva, Rafael González Moralejo.
O Papa João Paulo II o nomeou Bispo de Santander em 23 de agosto de 1991. Em 17 de julho de 2006, o Papa Bento XVI o nomeou Bispo de Huelva. A posse ocorreu no dia 23 de setembro do mesmo ano.
Em 15 de junho de 2020, o Papa Francisco aceitou o pedido de José Vilaplana Blasco para renunciar por motivos de idade.